# Bao’an Stadium
Bao’an Stadium (chiń. 宝安体育場; pinyin Bǎo’ān Tǐyùchǎng) – wielofunkcyjny stadion sportowy w Shenzhen, w Chinach. Został wybudowany w latach 2009–2011 i otwarty w lipcu 2011 roku. Może pomieścić 40 050 widzów. Obiekt wyróżnia się oryginalnymi podporami dachu, imitującymi pędy bambusa. Stadion był jedną z aren turnieju piłkarskiego (zarówno mężczyzn, jak i kobiet) na letniej uniwersjadzie w 2011 roku.